# Darío Arenas
Daniel Darío Arenas (Punta Alta, 8 aprile 1970) è un ex cestista argentino con cittadinanza italiana.

## Carriera
Darío Arenas, soprannominato "El Búho", ha iniziato la propria carriera cestistica nei settori giovanili dell’Estudiantes de Bahía Blanca, squadra con cui ha debuttato nella massima serie argentina nel 1988, a 18 anni.
Durante la sua carriera professionistica, durata 17 stagioni, ha vestito le maglie di nove squadre differenti in Liga Nacional de Básquet, collezionando complessivamente 583 presenze ufficiali nella competizione, piazzandosi tra i primi 100 nella classifica storica per presenze.
Nel corso della stagione 2003-2004 ha avuto due brevi esperienze europee. In Italia, ha militato nei Basket Rimini Crabs, nella Legadue, come sostituto temporaneo del connazionale Bruno Lábaque, infortunato.
Successivamente si è trasferito in Spagna, nella squadra del Círculo Badajoz (LEB-2), ma un infortunio muscolare alla prima partita ne ha causato il taglio immediato dal roster.
Nel 2004 ha fatto ritorno in Argentina, giocando la sua ultima stagione con il Belgrano de San Nicolás prima di ritirarsi nel 2005.

## Dopo il ritiro
Conclusa l'attività agonistica, Arenas si è dedicato alla formazione giovanile e all’allenamento a livello amatoriale e semi-professionistico, guidando squadre locali in ambito regionale, come l'Unión y Progreso di Tandil.

## Statistiche
- Presenze in Liga Nacional: 583
- Media tiri da 2: 56%
- Media tiri da 3: 44%
- Media tiri liberi: 80%

## Stile di gioco
Giocatore intelligente e versatile, Arenas ha ricoperto sia il ruolo di playmaker che di guardia tiratrice. Dotato di buona visione di gioco, era apprezzato per la precisione nel tiro da tre e per la capacità di leadership in campo, specialmente nelle fasi finali delle partite.

## Palmarès
- Campione Torneo Apertura LNB con Olimpia Venado Tuerto (1997)
- Semifinalista Liga Nacional con Boca Juniors (1999–2000)